# University of California, Santa Barbara
University of California i Santa Barbara er et forskningsuniversitet i Santa Barbara, Californien og det tredje oprettede campus tilknyttet University of California. Universitetet åbnede i 1909.
Universitetets sportshold er kendt som UCSB Gauchos.